# 印刷機

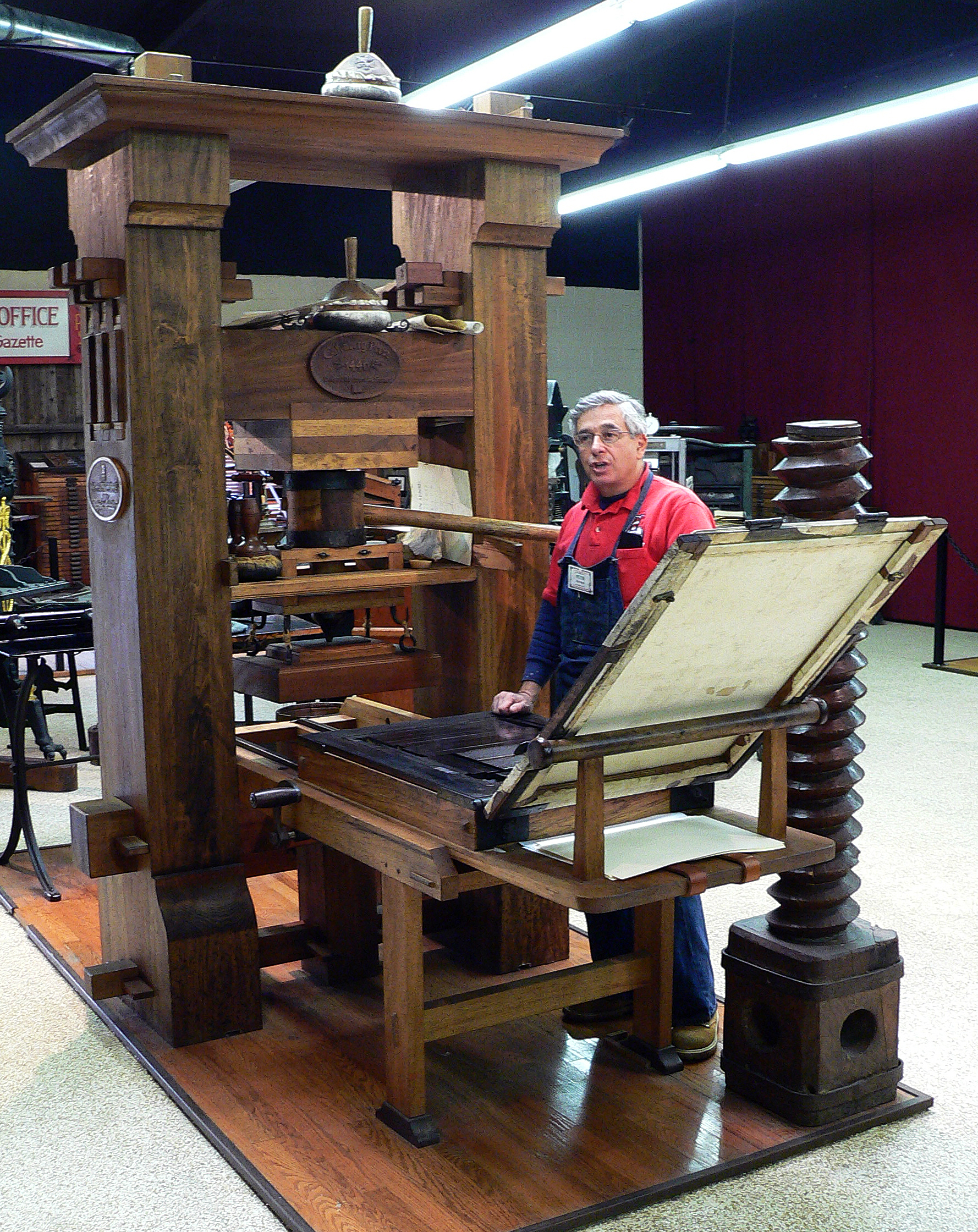
ヨハネス・グーテンベルクの印刷機を再現したもの。カーソン (カリフォルニア州)の国際印刷博物館(en)にて。

印刷機（いんさつき、英:Printing press）とは、紙や布などの印刷媒体上に置かれているインク塗装面に圧力を加え、それによってインクを転写する機械装置である。インク転写のために媒体（布や紙）が繰り返しブラシがけされたり擦られていた旧来の印刷手法に対して、印刷機は劇的な改善を見せることになり、印刷プロセスを加速させた。一般的に文書で使用される印刷機の発明および世界的な普及は、紀元2千年紀における最も影響力のある出来事の1つである。 

## 概要
金細工職人のヨハネス・グーテンベルクは、既存の技術を印刷目的に適合させた独自の発明をすることで、1439年頃に活版印刷システムを開発した。 東アジアでの印刷は唐代以降に普及しており、ヨーロッパでは14世紀までに既存のスクリュープレスに基づく木版印刷が一般的となった。
グーテンベルクの最も重要な技術革新は、手鋳込みされた金属製の印刷母型の開発で、それにより可動式の活字を基本とする印刷機システムを製造した。彼の新たに考案したハンドモールド（活字鋳造用の小さな割り鋳型の道具）は、精密かつ迅速な可動式金属活字の大量製作を可能にした。ヨーロッパではまだ可動式活字が知られていなかった。ヨーロッパでは、ハンドモールドと印刷機の2つの発明が一体となって、特に短期間の印刷稼働で書籍や文書を印刷するコストが大幅に削減された。   
印刷機は数十年経たぬうちにヨーロッパ12カ国200以上の都市に普及した。1500年までに、西ヨーロッパ全域で稼働している印刷機は既に2000万冊を超える量を生産していた。16世紀には印刷機がさらに遠くに広がり、その生産量は10倍に増えて推定1億5000万-2億部数もの文書が刷られた。印刷機の操業は印刷企業と同義語となり、新たな表現および情報伝達を行う印刷機を使ったメディアに「プレス」という名称が与えられた。 
ルネサンス期のヨーロッパでは、可動式活字の印刷機械の到来がマスコミュニケーションの時代をもたらし、それは社会構造を恒久的に変容させた。 情報および（革命的な）アイデアの比較的垣根がない流通は国境を超えて、宗教改革では大衆を魅了し、政治的権威および宗教的権威の力を脅かした。識字率の急上昇は教育と学習における学識エリートの独占を破り、新たな中流階級を強化した。 ヨーロッパ全域で、民族の文化的自己認識の増大が原始ナショナリズムの台頭をもたらし、ヨーロッパの各自国語の発達によってラテン語のリンガ・フランカ（共通語）としての地位喪失が加速していった。19世紀に、手動のグーテンベルク型印刷機を蒸気機関の輪転機に置き換えたことで、産業規模での印刷が可能になった。

## 歴史

### 経済状況と知的環境

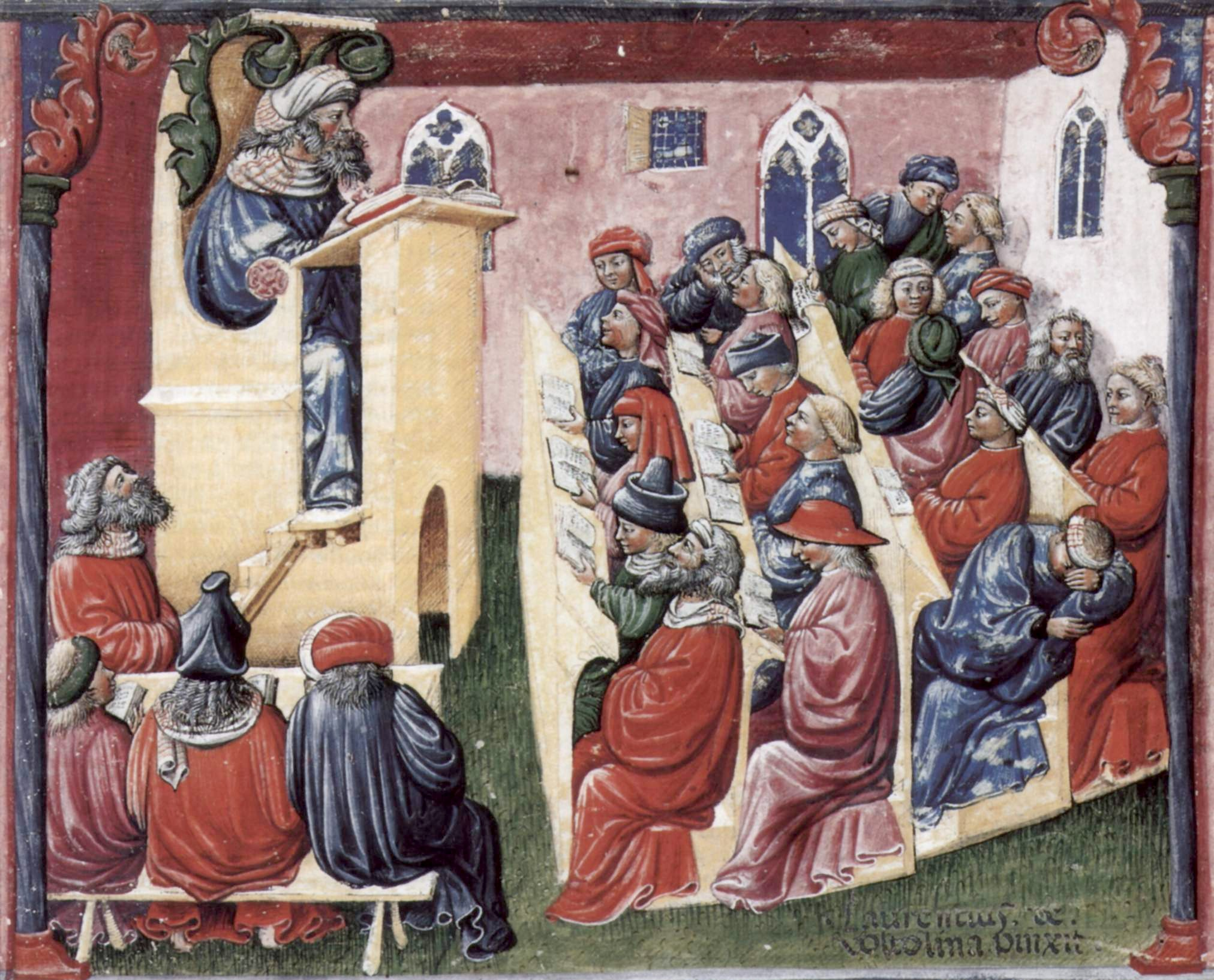
中世大学 の授業風景 (1350年代)

ヨーロッパにおける中世後期社会の急速な経済的かつ社会文化的発展は、グーテンベルクの改良版印刷機にとって好ましい知性的状況および技術的状況を生み出した。新たに興った資本主義の起業精神は中世の製造モデルにますます影響を及ぼし、経済的思考を促進して、伝統的な作業プロセスの効率を改善した。中流階級全体で中世の学習および識字能力が急激に高まったことで本の需要が高まり、時間のかかる手書きによる複製（いわゆる写本）の方法では対応できなくなっていた。

### 技術的要因
印刷機の発明につながった印刷機以前の技術には、紙の製造、インクの開発、木版印刷、眼鏡の配布などがあった。
同時に、多くの中世の工業製品や技術工程が成熟レベルに達して、それらを印刷目的に転用できる可能性が出てきた。 グーテンベルクは遠く離れたこれらの糸同士を縒り合わせ、完全で機能的な一つのシステムに統合し、そして自身の多くの発明および革新を付け足すことにより印刷工程をその全段階を通して完成させた。

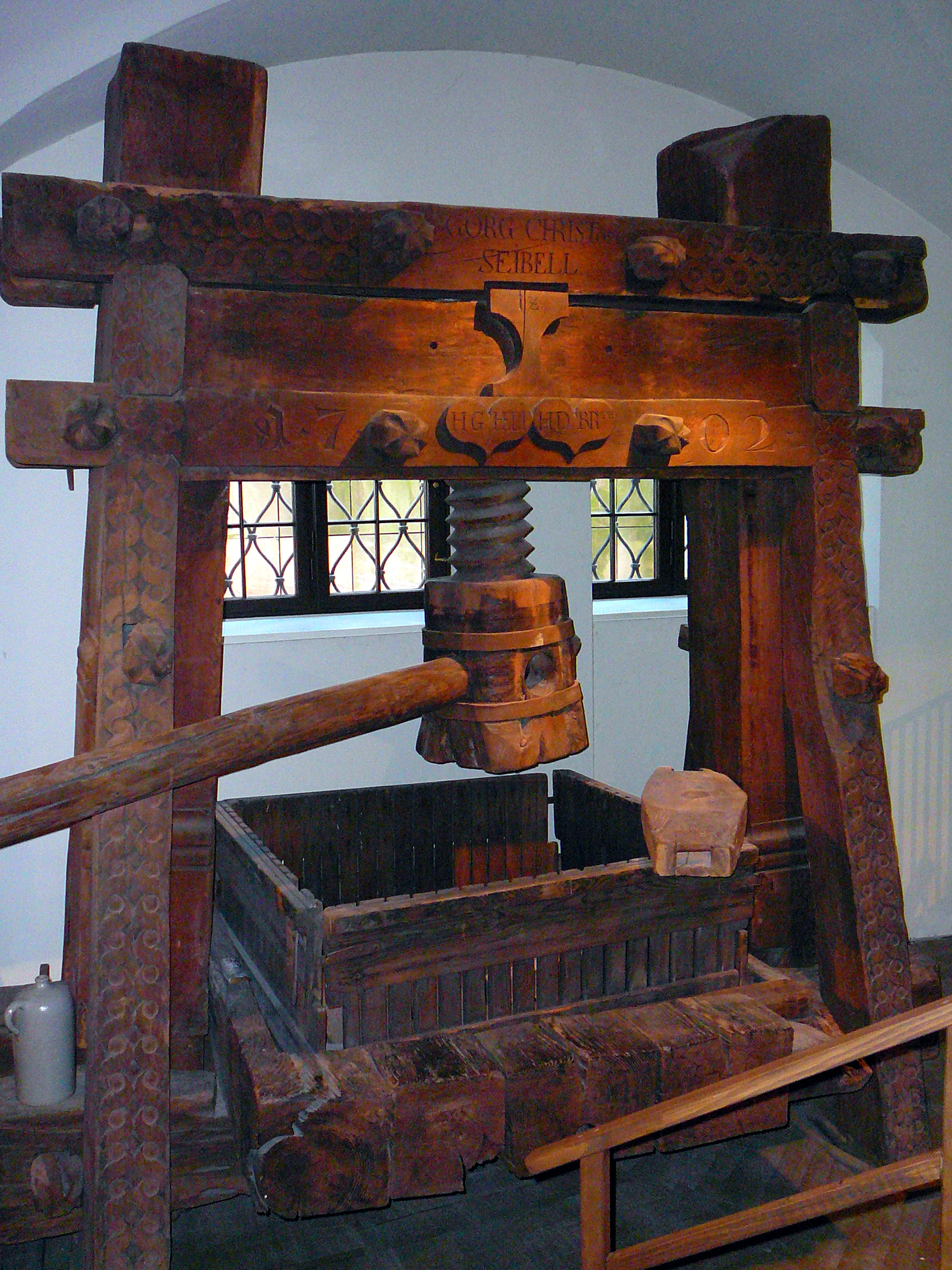
初期の近代的なワイン圧搾機。 こうしたスクリュープレスはヨーロッパで幅広い用途に適用され、グーテンベルクに印刷機のひな型を提供した。

平らな面に直接圧力を加えることを可能にしたスクリュープレスは、グーテンベルグの時代には既にかなり古くからあるもので、幅広い作業に使用されていた。ローマ人によって西暦1世紀に導入されると、それは地中海地方や中世の食事に欠かせないものとなっていたワイン用ブドウやオリーブの油料種子を圧搾するため一般的に農業生産で使われた。この装置はまたごく早期から、都市部では捺染加工の布地プレスとしても使用された。また、14世紀後半より神聖ローマ帝国に普及して同じ機械原理で稼働していた、製紙プレスからグーテンベルクは着想を得たのかもしれないとする説もある。
グーテンベルクはスクリュープレスの基本的設計を採用し、それによって印刷プロセスを機械化した。とはいえ、印刷はプレス作業とは全く異なるものを機械に要求する。グーテンベルクは、プラテン（転写するために圧力をかける平らな盤。圧盤）によって紙にかかる押圧力が直ちに均等になりかつ必要とされる急な弾力性で加わるよう、その構造を適応させた。印刷工程をスピードアップするため、彼はシートを素早く交換させることが可能な平たい表面を備えた可動式の土台机を導入した。

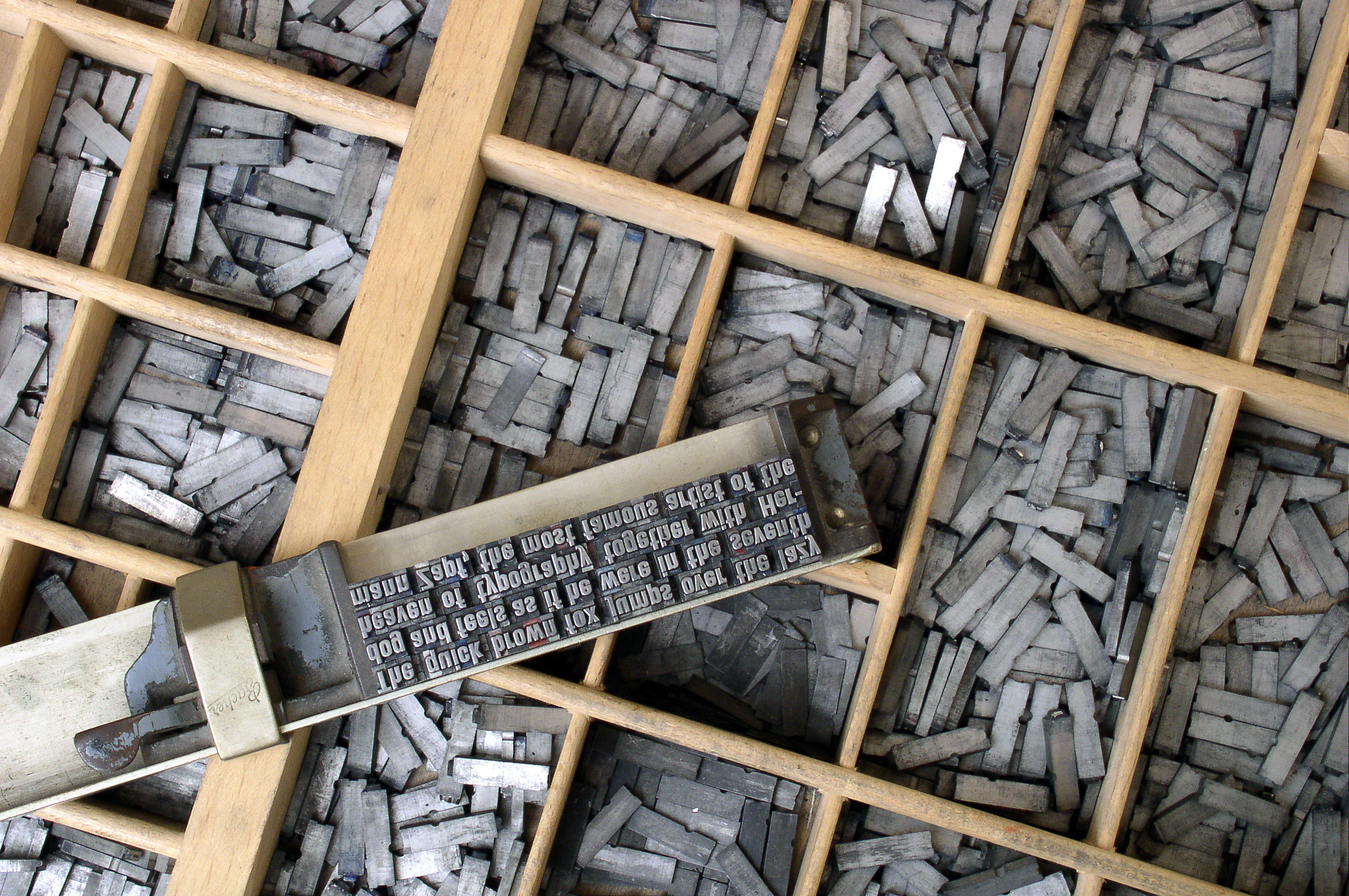
可動式活字は活字ケース内にて分類されており、上に置かれた組版ステッキの中に装填されていく。

可動式活字の概念は15世紀には新しいものではなくなった。 可動式印刷は宋代に中国で発明され、後に韓国で高麗時代に使用され、そこでは1234年に可動式金属活字の印刷技術が開発された。ヨーロッパでは、個々の文字を再利用して文書を作成するという考えのタイポグラフィの原則が、グーテンベルク以前の12世紀以降あるいは恐らくそれ以前からよく理解されており、実際に採用された物証も散発的に存在している。知られている例はドイツ（プリュフェニング碑文）からイギリス（中世レタータイル）やイタリアにまで及ぶ。しかしながら、そこに採用された様々な技術（文字個々の刻印、打ち抜き、組立て）は、広く受け入れられるようになるために必要な工夫や効率性を備えていなかった。 
グーテンベルグは組版と印刷を二つ別々の作業段階として扱うことにより、その工程を大きく改善した。 金細工師を職とする彼は、現在でも使用されている印刷目的に適した鉛主体の合金から自分の活字片(type pieces)を作成した。金属文字の大量生産は、彼の主要な発明である特別なハンドモールドと母型によって達成された。ラテン文字のアルファベットはこの工程において非常に有利である。なぜなら表語文字（例えば漢字や象形文字）の書式体系とは対照的に、アルファベットなら理論上は最少約2ダースの異なる文字（AからZで計26個）がありさえすれば文章を作ることが可能な活字設定である。
印刷を促すもう1つの要因は、ローマ時代に始まったコデックス形式で存在する本から生じた。印刷以前の本の歴史における最も重要な進歩を考えてみると、コデックスが中世初頭（西暦500年）に古代の巻物を完全に置き換えた。コデックスは巻物型式よりもかなり実用的な利点がある。それは（ページを捲ることで）読むのがより便利であり、よりコンパクトで、より安価であること。そして特に、巻物とは違って、紙面の表裏を書き込みに印刷のために使用することができる点である 。

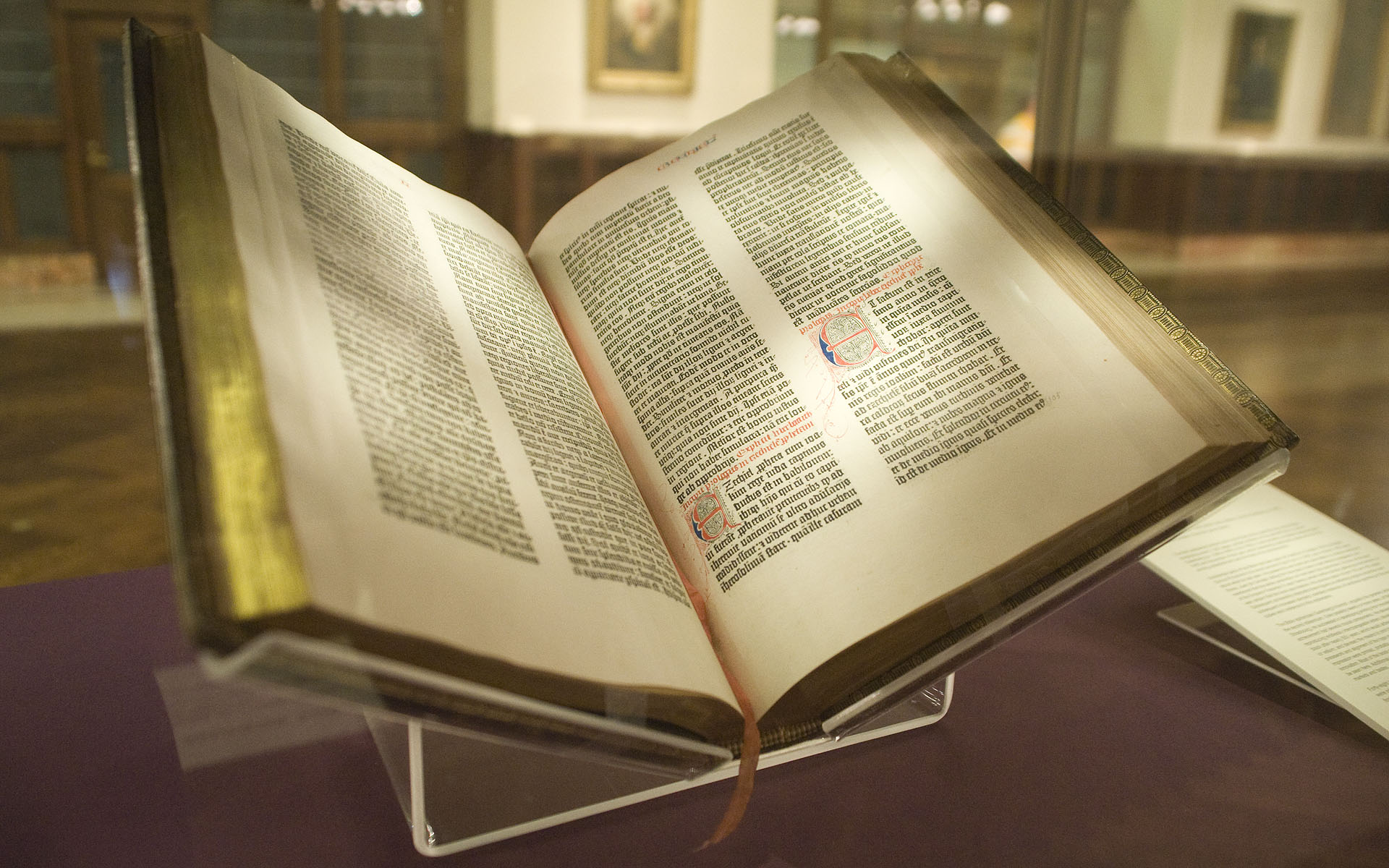
著名な四十二行聖書の紙製コデックス、グーテンベルクの主要作品

4番目の発展は、製紙手作業の機械化で中世の製紙業者が早い時期に成功したことである。最初の確かな証拠は1282年にさかのぼるが、水力を使った製紙工場の導入は生産の大幅拡大を可能にし、中国人やイスラム教徒の製紙業双方の特徴である（紙漉きなどの）骨の折れる手工芸を置き換えていった。製紙センターは13世紀後半にイタリアで増殖し始め、紙の価格を羊皮紙の6分の1に減らし、その後さらに下がった。1世紀を経て製紙センターはドイツにも及んだ。
にもかかわらず、紙の最終的な飛躍的進歩は、可動型活字印刷の急速な普及に大きく依存したようである。特筆すべきは、品質の点で他のどの筆記素材よりも優れている羊皮紙のコデックスが 、グーテンベルクの四十二行聖書の版にまだかなりの割合を占めていたことである。多くの実験を行い、紙を浸すことでグーテンベルクは伝統的な水性インクが引き起こす難題をどうにか克服し、金属活字の高品質印刷に適した油性インクの処方を見つけた。

## 機能および作業

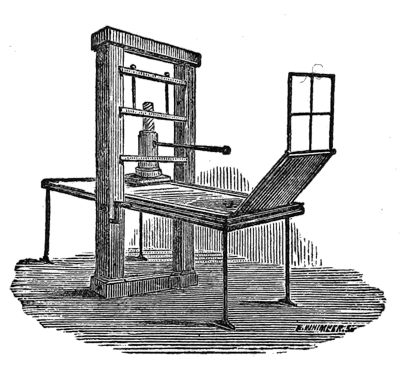
初期の印刷機、ウィリアム・スキーンによる初期タイポグラフィからの銅版画

この1568年の木版画は、左側の印刷職人が印刷機からページを外している間に、右側の職人がテキスト箇所にインクを塗っている様子を描いたもの。 このような2人組で、1営業日あたり14,000回の手動作に達することがあり、その工程で約3,600ページが印刷される。

印刷機は、その古典的形状では長さ1.5-2.1m×幅0.9m×高さ2.1mの自立機械である。 活字（タイプ）として知られる小さな個々の金属文字は、植字工によってテキストの所望の行に設定されることになる。 数行のテキストが一度に配置され、ゲラと通称される木枠に配置される。ページ構成の正確な順序が組まれると、ゲラはフレーム内に表向きに置かれ、それは組み版として知られる。それ自体は平らな石台（英語圏で「ベッド」や「コフィン」と呼ばれる版盤）の上に置かれる。テキストは、取っ手に取り付けられた印肉のボールを使ってインクを塗られる。ボールは犬の皮で（毛穴がないため）できていて、そこに羊毛を詰めてインクにまみれさせたものであるこのインクはその時テキストにむらなく塗布される。それから水気を含んだ一枚の用紙が沢山の紙から取られてチンパンの上に置かれた。用紙が湿っているのは、活字がより紙にしっかりと「噛み付く」ようにするためである。小さいピンで用紙を固定すると、その用紙は今やフリスケットとチンパン （紙または羊皮紙で2つの枠が覆われる）の間に留め置かれる。    
これらは折り畳まれて、用紙はインクのついた活字表面の上に横たわる。ベッドの版盤は、ウインドラス機構を使用してプラテン（圧盤）の下に転がされる。これを行うために「ラウンス(rounce)」と呼ばれる小さな回転ハンドルが使用され、印刷はプラテンを通して圧力を伝達するネジで行われる。ネジを回すためには、それに取り付けられている長いハンドル（英語圏では「バー」「悪魔の尻尾(Devil's Tail)」などと呼ぶ）を回す。
うまく設定されている印刷機だと、用紙、フリスケット、チンパンの弾力性がバーを跳ね返させてプラテンを上昇させ、ウインドラスがベッドを元の位置に戻すために再び向きを変え、チンパンとフリスケットが上昇して開くと、印刷されたシートが取り除かれることになる。そうした印刷は常に手作業で行われた。1800年頃以降に鉄製の印刷機が開発され、そのうちの幾つかが蒸気機関で運用できるようになった。
左画像にある印刷機の機能は、1872年にウィリアム・スキーン(William Skeen)によって次のように記述されている。

## グーテンベルグの印刷機
印刷機におけるヨハネス・グーテンベルクの仕事は、以前に宝石カットで指導を受けた男性アンドレアス・ドリツェーン(Andreas Dritzehn)や製紙工場のオーナーであるアンドレアス・ハイルマン(Andreas Heilmann)と連携した1436年頃に始まったとされる。しかし、グーテンベルクに対する訴訟が起こる1439年まで公式記録の存在は見当たらない。目撃者の証言では、グーテンベルクの活字、金属の在庫（鉛を含む）、そして彼の活字の鋳型について議論された
かつてプロの金細工職人として働いていたグーテンベルクは、職人として学んだ金属の知識を巧みに利用した。 彼は鉛、錫、アンチモンの合金から活字を作った最初の人物で、それは高品質に印刷された本を生産する耐久性のある活字を製造するために重要であり、他のあらゆる既知の材料よりはるかに印刷に適していることが判明した。これらの鉛活字を作成するため、グーテンベルクは彼の最も独創的な発明の1つと見なされている 、均一なテンプレートから新しい活字ブロックを素早く正確に成形することができる特別な母型を使用した。彼の活字ケースには、約290個に分けられた文字箱があったと推測されており、その大半は、特殊文字、合字、句読点などのために必要とされた。
グーテンベルクはまた、以前使用されていた水性インクよりも耐久性のある油性インクを導入したとされる。印刷材料として、彼は紙とベラム（高品質の羊皮紙）の両方を使った。グーテンベルク聖書の中で、グーテンベルクは一部のページ見出しのためにカラー印刷の試みを行っており、一部の冊子にのみ存在している。後の作品、恐らくグーテンベルクによって設計されたが彼の後継者ヨハン・フストとペーター・シェッファーの下で出版された1457年の『マインツ詩篇(Mainz Psalter)』では、赤と青でイニシャルが精巧に印刷された。

## 印刷革命
印刷機の普及が情報やアイデアの広範な流通を促進し、それが到達した社会を通じて「変化の主体」としての役割を担う時に、印刷革命が起こった。（エリザベス・アイゼンステイン、1980年）

### 印刷本の大量生産と普及

15世紀におけるドイツのマインツ市を起点とする印刷物の普及

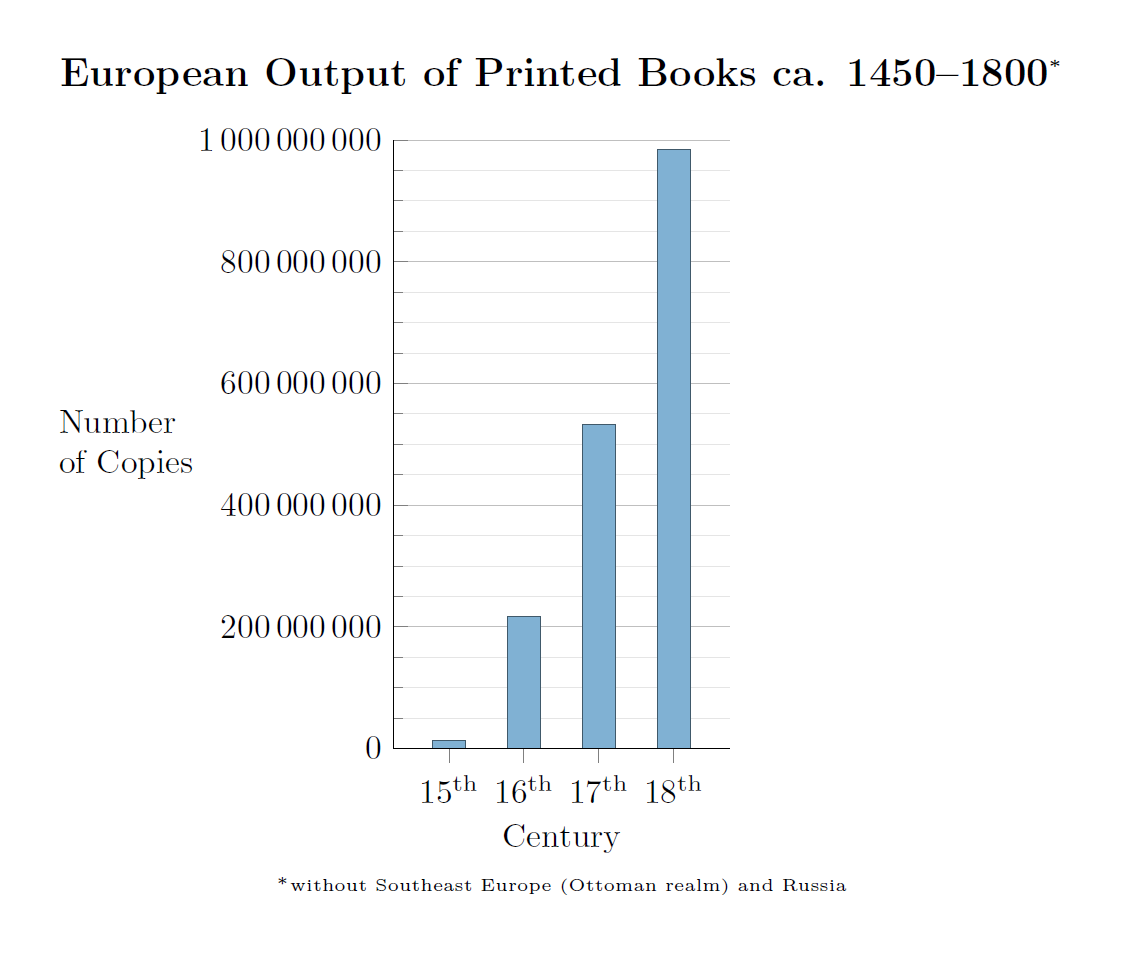
ヨーロッパの書籍生産量は、4世紀も経たないうちに数百万冊から約10億冊にまで増加した。

可動式活字印刷機の発明は、ほんの数十年以内にヨーロッパ全域での印刷活動を激増させた。ドイツのマインツにある単一の印刷所を起点に、印刷は15世紀の終わりまでに、中央ヨーロッパ、西ヨーロッパ、および東ヨーロッパの約270都市に普及した。1480年には早くも、ドイツ、イタリア、フランス、スペイン、オランダ、ベルギー、スイス、イギリス、ボヘミア、ポーランドの110か所で活発な印刷所があった。この時期から「印刷書籍はヨーロッパで普遍的に使用されていた」と推定されている。
印刷初期の中心地であるイタリアでは、1500年までに77の市と町に印刷所が設立された。次の世紀の終わりには、イタリア国内151の場所で一度に印刷が行われ、合計で約3000台の印刷機が稼働していたことが分かっている。この急増にもかかわらず、印刷の中心地がすぐに登場した。そのため、イタリアの印刷業者の1/3がヴェネツィアで出版していた。
1500年までに、西ヨーロッパ全域で稼働している印刷機はすでに2000万部以上を生産していた。次の世紀に、それらの生産量は10倍に増えて推定1億5000千万から2億部数になった。
1600年頃のヨーロッパの印刷機は、1営業日あたり約1500部数を生産することができた。比較すると、東アジアの書籍印刷は印刷機を使用せず、木版印刷のみで行われていた。
エラスムスの作品のうち、少なくとも75万部が彼の一生の間 (1469-1536)に販売された 。改革の初期に、大量印刷の革命的な可能性は、君主たちや教皇庁を一様に驚かせた。1518年から1524年の間に、ドイツだけで本の出版が7倍に急増した。1518年から1520年の間に、ルターの小冊子は30万部の印刷物で配布された。
活字テキストの生産が急速で単価が大幅に下がったことで、最初の新聞（Relation紙）が発行され、最新の情報を一般公衆に伝えるためのまったく新しい分野が開けた。
ヨーロッパや北アメリカでは、16世紀以前の印刷物インキュナブラが多くの図書館によって収集され、現存している。

### 情報とアイデアの流通

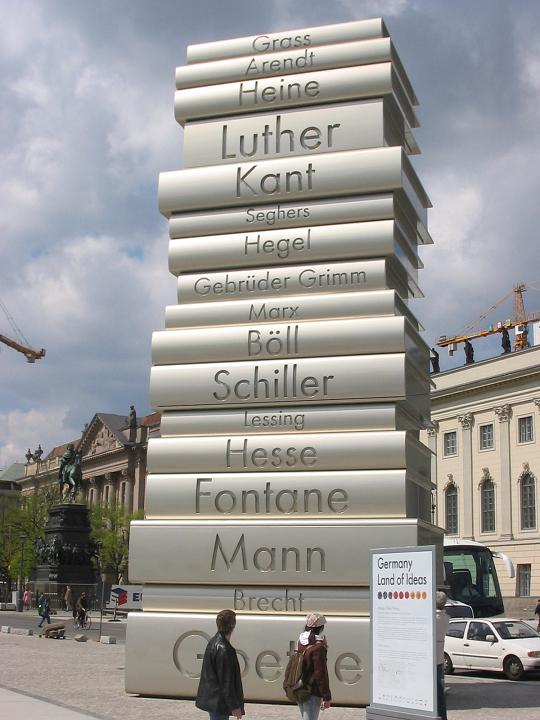
「モダン・ブック・プリンティング」彫刻はグーテンベルクの発明を記念して、ドイツでの2006 FIFAワールドカップの際に製作された。

印刷機はまた、広く頒布される学術雑誌の創刊を通じて自分たちの発見を容易に伝えることが可能となった科学者のコミュニティ設立の要因となり、科学革命をもたらす手助けとなった 。印刷機のおかげで、著作者がより重要となり有利となった。誰が何を語ったり書いたりしたのか、そして正確な系統論述および構成の時期はどうだったかが突然重要になったのである。これは参照の正確な引用を可能にし、「1人の著者、1つの作品（題名）、1片の情報」というルールが出来上がった(Giesecke, 1989; 325)。以前は、例えばパリで作られたアリストテレスの複製はボローニャで作られたものと全く同一ではないので、作者はそれほど重要ではなかった。  
印刷工程によって同じ情報が同じページに収録されることが保証されたため、ページ番号、目次、および索引が一般的になったが、それらは以前は知られていなかった。読書のプロセスも変化し、口頭での朗読から静かで個人的な読書へと何世紀にもわたって徐々に移行していった。その後200年間で、印刷物が広く利用可能なったことがヨーロッパ全域における成人の識字率を劇的に上昇させた。
印刷機は知識の民衆化に向けた重要な一歩となった。印刷機の発明から50年または60年以内に、古典的な法令集全体が再版され、ヨーロッパ全域で広く交付された(Eisenstein, 1969; 52)。より多くの人々が新旧両方の知識にアクセスして、より多くの人々がこれらの作品について議論できるようになった。書籍製作はより商品化され、最初の著作権法が可決された。その一方で、印刷機は間違いかもしれない情報の流布を許してしまったとして批判を受けた。
この知識普及の2番目の成果は、大半の出版物の言語としてラテン語が使用されなくなり、各地域の固有の言語に置き換えられて、出版物の種類が増えたことである。 印刷された単語は、これら現地語のスペルおよび構文を統一して標準化するのにも役立ち、事実上それらの変動性を「減少」させた。汎ヨーロッパのラテン語とは対照的な各国語の重要性のこの高まりは、ヨーロッパにおけるナショナリズム台頭の原因の1つとして挙げられている 。
印刷普及の3番目の結果は経済でおこった。印刷機はより高いレベルの都市成長と関連があった。貿易関連のマニュアルや複式簿記のような技術を教える本の出版は、貿易の信頼性を高め、商人ギルドの減少と個人貿易の増加をもたらした。

## 印刷機産業
産業革命の黎明期ではグーテンベルク型の手動印刷機の構造は基本的に変わっていなかったが、その構造における新たな材質が、他の革新もあるなか印刷効率を徐々に改善していった。1800年までに、スタンホープ伯爵（第3代）は完全に鋳鉄で印刷機を作り、必要な力を90％に減らして印刷面積を2倍にした。1時間あたり480ページという容量で、スタンホープ印刷機は旧型印刷機の出力の2倍になった。とはいえ、伝統的な印刷方法であるがゆえの限界が明らかになってきた。

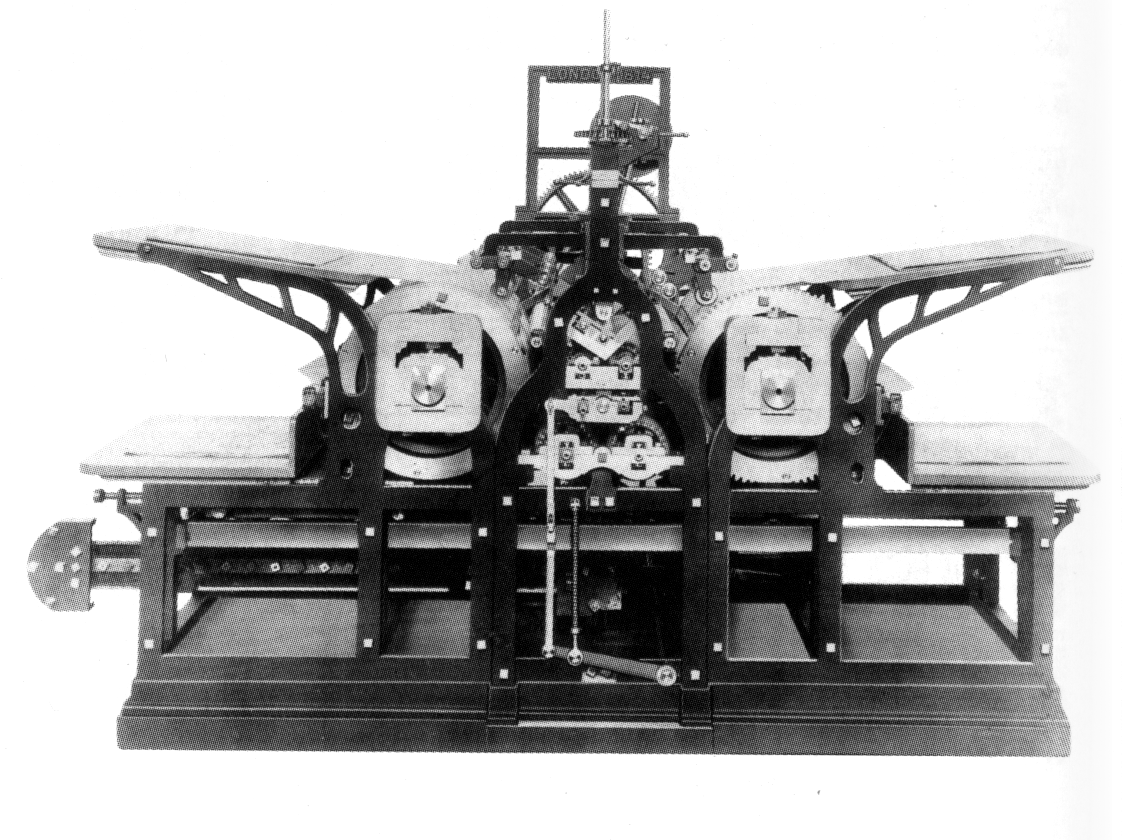
蒸気機関で動くフリードリヒ・ケーニヒの印刷機。1814年

2つのアイデアが印刷機の設計を根本的に変えた。1つ目は機械を動かすための蒸気機関の使用、2つ目はシリンダー（圧胴）の回転運動による平らな台の置き換えである。両要素は1802年から1818年の間に、ドイツの印刷工フリードリヒ・ケーニヒによって考案された一連の印刷機設計において初めてうまく実装された。1804年にロンドンに引っ越すと、ケーニヒはすぐにトーマス・ベンスリーに会い、自身の事業のための財政支援を1807年に確保した 。1810年に特許を取得して、ケーニヒは「ハンドプレスによく似ていて蒸気機関に接続された」蒸気印刷機を設計した。このモデルの最初の試作は1811年4月に行われた。彼はドイツ人工学技士アンドレアス・フリードリッヒ・バウアーの支援を受けて機械を製造した。
1814年にケーニヒとバウアーは、1時間当たり1100部を印刷可能な最初の2つのモデルをロンドンでタイムズ紙に販売した。それで印刷された最初の版は1814年11月28日のものである。彼らは続けてシートの両面に一度に印刷可能な初期モデルを完成させた。これは新聞を大衆に利用可能にする長いプロセスの始まりとなり（徐々に識字率を広めるのにも役立った）、1820年代から製本の性質が変わって、タイトルやその他メタデータのより大きな標準化がさらに進んだ。彼らの会社Koenig＆Bauer AGは、現代でもなお世界最大の印刷機メーカーのひとつである。

### 輪転機
1843年にリチャード・マーチ・ホウによって米国で発明された蒸気動力の輪転印刷機が、1日に何百万ページもの部数を印刷可能にした。ロール紙への移行後、印刷物の大量生産は活気を取り戻した、というのも連続給紙は印刷機の稼働ペースをはるかに速くすることができるためである。
1930年代後半または1940年代初頭までに、輪転印刷機の効率は大幅に向上した。プラテンの平圧印刷機モデルは、1時間に2,500-3,000部の印刷を実行する能力があった。
また19世紀半ばには、住所付請求書、レターヘッド、名刺、封筒といった小さい紙片へ印刷できる小型印刷機こと端物印刷機(jobbing press)が別々に開発された。端物印刷機は速い製版（小さい端物の平均製版時間は15分以下）と速い生産（ペダル踏み式の端物印刷機でも1時間で1,000部数を1人の印刷工が行うのが普通と考えられ、単純な封筒作業では毎時1,500部数に達することもしばしばだった）が可能だった。端物印刷は、現時点で合理的な費用対効果の高い商業用コピーの解決法として注目されることになった。 

## ギャラリー

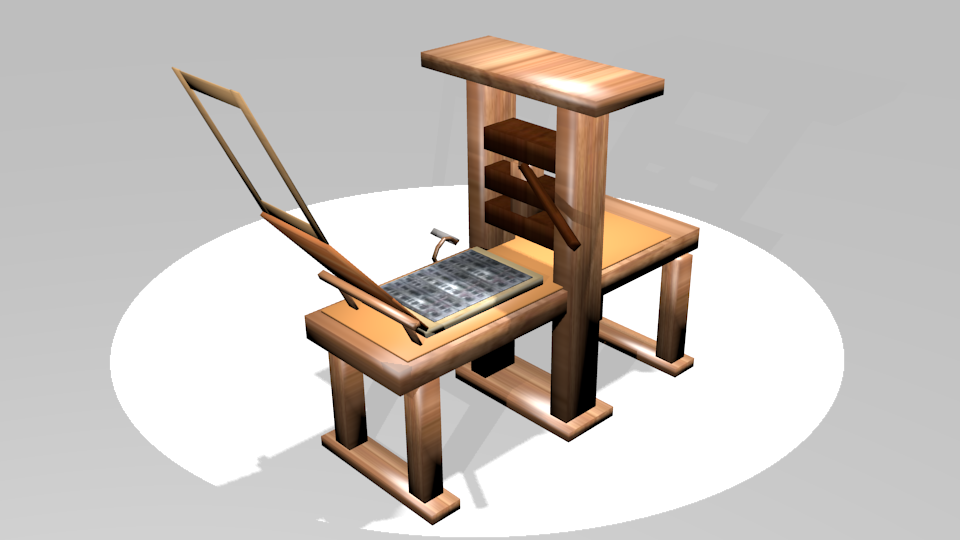
1650年から1850年にかけて使用された一般的な印刷機モデル
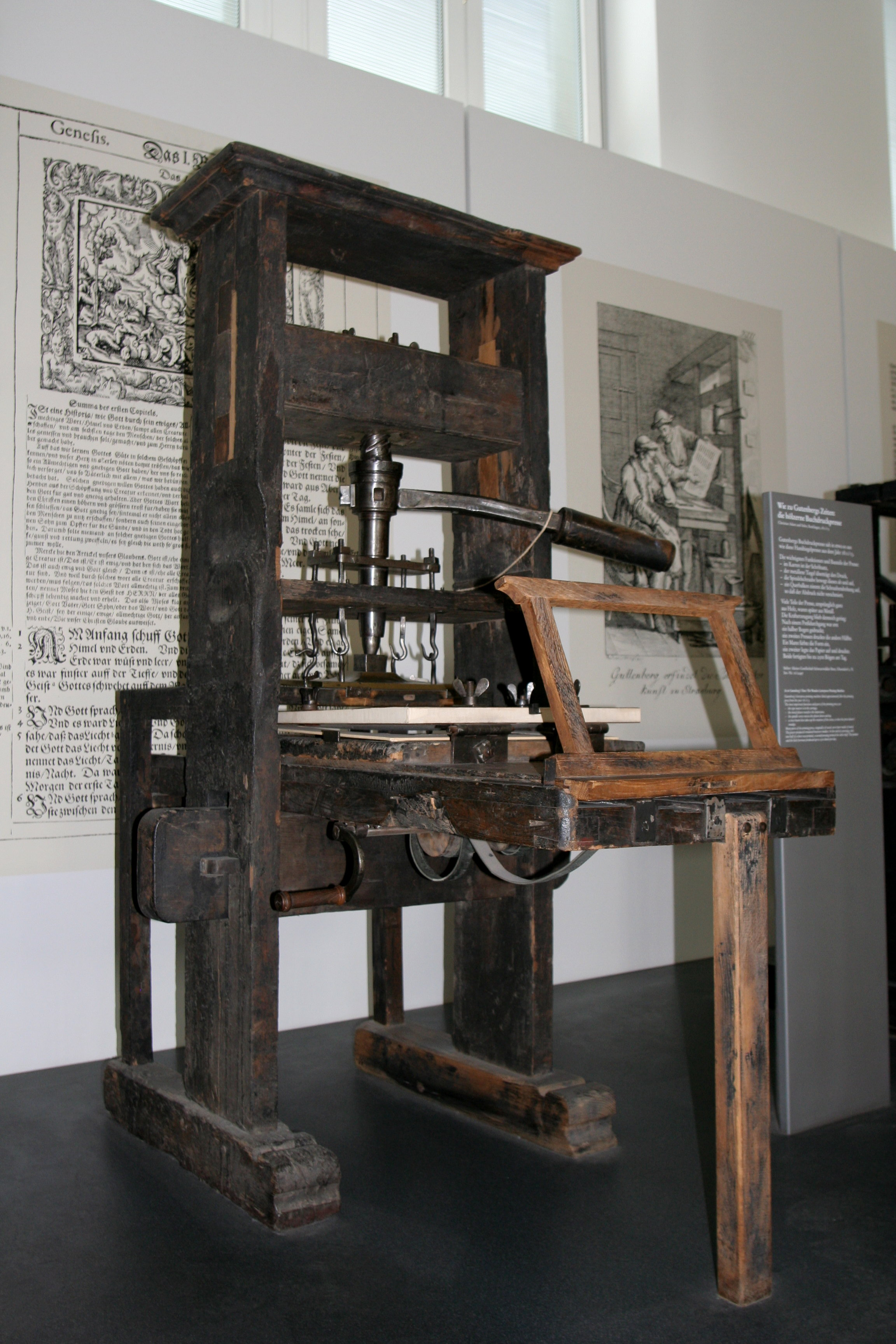
1811年からの印刷機
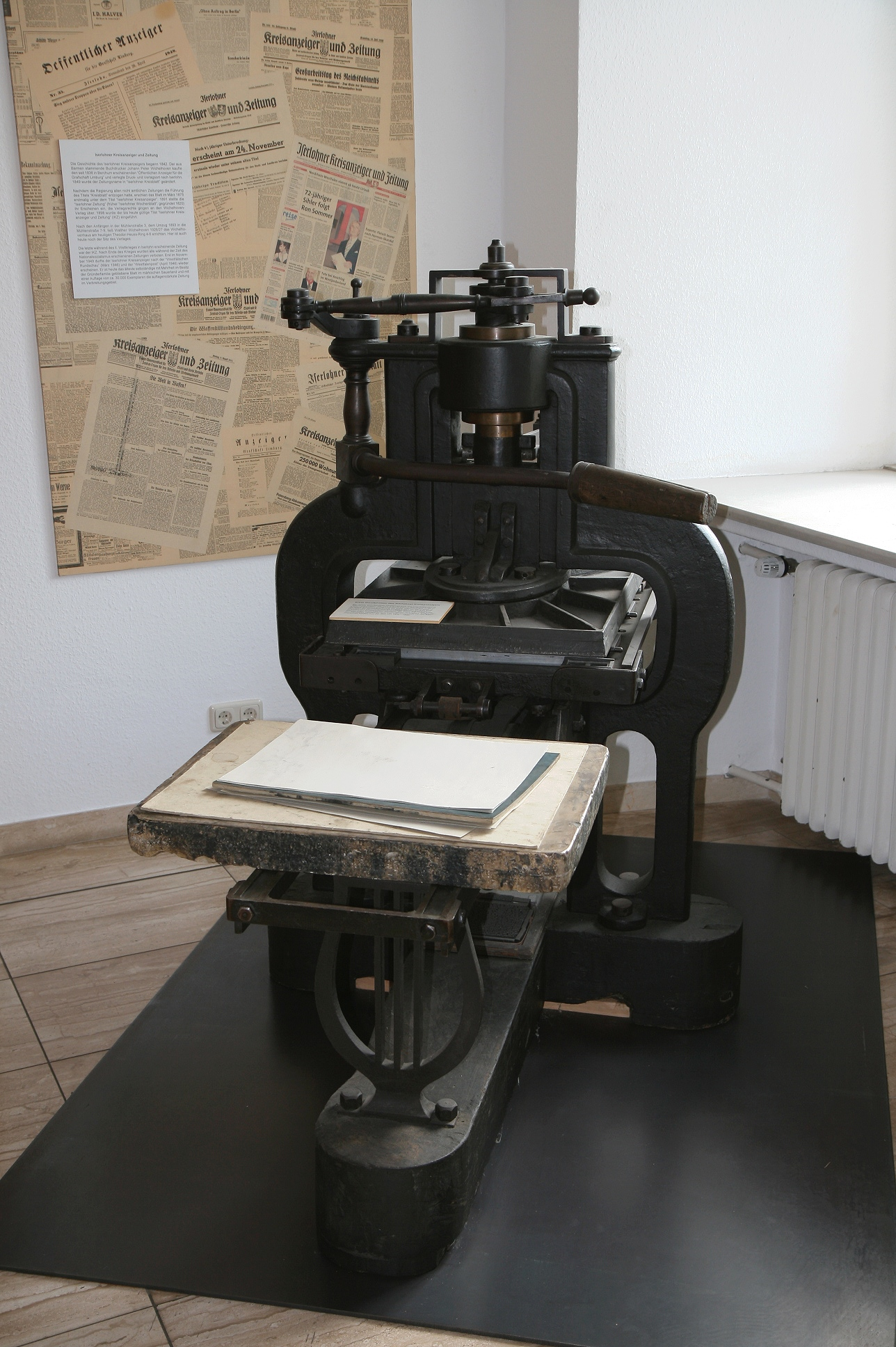
1842年からのスタンホープ印刷機
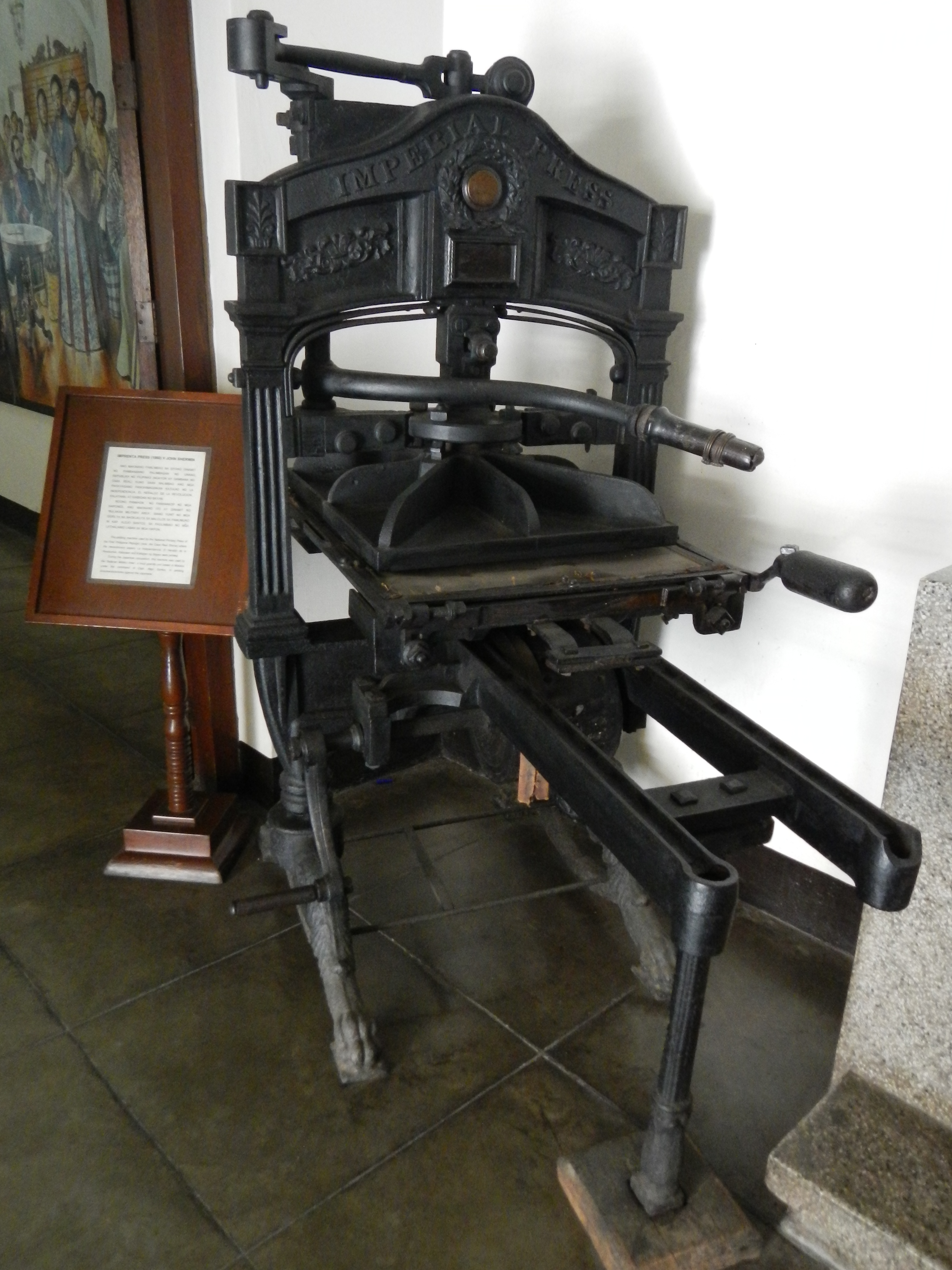
1860年からのジョン・シャーウィン(V John Sherwin)印刷機